# C.O.G.
C.O.G. è un film del 2013 scritto e diretto da Kyle Patrick Alvarez, con protagonista Jonathan Groff.
Il film è basato sul breve racconto autobiografico C.O.G. (acronimo di Child Of God) di David Sedaris, incluso nella raccolta Naked. È la prima volta che un'opera di Sedaris viene adattata per il cinema.

## Trama
Il giovane David, dopo la laurea a Yale, decide di trascorrere l'estate a lavorare in una fattoria come raccoglitore di mele. Abituato agli agi della città, David (che ora si fa chiamare Samuel) dovrà confrontarsi con la vita rurale in Oregon e con gli abitanti religiosi del luogo, iniziando un percorso che lo cambierà profondamente.

## Produzione
Il film è stato girato interamente in Oregon nell'ottobre 2012.

## Distribuzione
Il film è stato presentato in anteprima al Sundance Film Festival il 20 gennaio 2013, successivamente è stato presentato ad altri festival cinematografici internazionali, tra cui il Seattle International Film Festival, dove ha vinto il premio "Best New American Cinema". A novembre 2013 viene presentato in concorso al Torino Film Festival.
La pellicola è stata distribuita nelle sale cinematografiche statunitensi il 20 settembre 2013 a cura di Focus Features.